# Lehigh (Kansas)
Lehigh è un comune degli Stati Uniti d'America, situato nello Stato del Kansas, nella contea di Marion.